# Sveřep měkký
Sveřep měkký (Bromus hordeaceus) je středně vysoká, v poslední době se rychle rozšiřující, volně trsnatá plevelná tráva vytvářející poměrně malé a nepevné trsy, druh ze širokého rodu sveřep.

## Taxonomie
V České republice roste ve dvou poddruzích:
- sveřep měkký pravý (Bromus hordeaceus  subsp. hordeaceus)
- sveřep měkký lysý (Bromus hordeaceus  subsp. pseudothominii)[1][2]

## Výskyt
Roste s výjimkou severních oblastí téměř v celé Evropě a kolem Středozemního moře i v severní Africe a na západě Asie. Jako zavlečený druh se vyskytuje v mírných pásmech obou Amerik i v Austrálii.
Vyrůstá hojně hlavně v nižších polohách, v lehkých až středně těžkých půdách. Vyskytuje se na loukách, orné půdě, v sadech i ve vinicích. Často se také objevuje na místech přetvářených lidskou prací, v okolí cest a lidských obydlí, bývá součásti ruderálních společenstev.
Podle "Florabase.cz" se sveřep měkký v ČR vyskytuje:

## Popis
Převážně jednoletá, nevýrazně trsnatá tráva se stébly až 60 cm vysokými. Šedozeleně zbarvená přímá, nevětvená stébla mají měkce chlupatých 2 až 5 kolének. Řídce chlupaté měkké, ploché listy dlouhé do 20 cm a široké 2 až 7 mm vyrůstají z chlupaté pochvy bez postranních oušek, jazýček je krátký a slabě roztřepený.
Květenství, z počátku vzpřímené a ve zralostí lehce převislé, je hustá, málo větvená 5 až 10 cm dlouhá lata, po odkvětu stažená. Její vzpřímené jemně chlupaté větvičky nesoucí jeden nebo dva klásky bývají kratší než jsou vejčité, slabě smáčknuté klásky dlouhé téměř 2 cm a složené z 6 až 10 kvítků. Plevy, kratší než nejbližší pluchy, jsou nestejné, dolní dlouhé 4 až 5 mm jsou 3 až 5žilné a horní dlouhé 5 až 8 mm jsou 7 až 9žilné. Střechovitě se překrývající eliptické pluchy jsou na okrajích blanité, na koncích mají dva drobné zoubky a jemnou osinu dlouhou od 5 do 10 mm. Plušky jsou menší pluch, brvité a na konci mělce dvouklané. V kvítku jsou 3 tyčinky s prašníky a svrchní semeník s pérovými bliznami vyrůstající z kvítku dole po stranách. Kvete v květnu až červenci. Ploidie 2n = 28. Plodem jsou hnědé zploštělé obilky dlouhé okolo 8 mm a široké 2,5 mm. Tisíc semen váží 3,3 gramy.

## Vytrvalost
Jednoletá či ozimá, nebo dvouletá tráva rozmnožující se výhradně semeny. Z jedné rostliny vypadne po dozrání až 1500 obilek, z nichž část začne klíčit již za 10 dnů a zbytek vytváří v půdě semennou banku.
Rostlinky které vyklíčí ještě koncem léta vytvoří téhož roku jen listy a květná stébla vyraší až dalším rokem (jednoletá či ozimá rostlina). Rostliny které vyklíčí na jaře příštího nebo až dalšího roku vytvoří prvého roku taktéž jen listy a stébla s květy vyrostou teprve druhým rokem (dvouletá rostlina).

## Využití
V posledních létech se sveřep měkký vyskytuje častěji mezi plevelnými travinami na loukách i pastvinách. Je hodnocen jako druh jenž poskytuje malé množství a špatnou kvalitu píce. Mladé rostlinky ještě jsou spásány, starší již dobytek nežere, obilky mohou poškodit jejich trávicí ústrojí.